# Vehkasaari (ö i Södra Savolax, S:t Michel, lat 61,92, long 27,18)
Vehkasaari är en ö i Finland. Den ligger i sjön Kyyvesi och i kommunen Sankt Michel i den ekonomiska regionen  S:t Michel och landskapet Södra Savolax, i den södra delen av landet, 230 km nordost om huvudstaden Helsingfors. Öns area är 25 hektar och dess största längd är 1,1 kilometer i sydöst-nordvästlig riktning.